# Shelley Scarlett
Trung tướng Shelley Leopold Laurence Scarlett, Nam tước Abinger thứ 5 (01/04/1872 – 23/05/1917), là một quý tộc người Anh.
Scarlett là con trai Trung tá Leopold James Yorke Campbell Scarlett, và là chắt trai của James Scarlett, Nam tước Abinger thứ nhất. Ông là một chỉ huy trong Hải quân Tình nguyện Hoàng gia năm 1903. Ông đã từng tham gia Chiến tranh thế giới thứ nhất từ năm 1915 đến năm 1916, thuộc biên chế Trung đoàn Bedfordshire. Tại thời điểm hy sinh ông đang phục vụ trong Lực lượng Hải quân.
Mặc dù kết hôn với Lilia Lucy Catherine Mary White (con gái của William Arthur White) năm 1899 nhưng ông không có người thừa kế nam. Chính vì vậy, tước hiệu Chúa tể Abinger được trao cho người em trai của ông Robert Scarlett, Baron Abinger thứ 6 sau khi ông qua đời.